# Elusa rufula
Elusa rufula là một loài bướm đêm trong họ Noctuidae.